# Relações entre China e Reino Unido
As relações entre China e Reino Unido são as relações diplomáticas estabelecidas entre a República Popular da China e o Reino Unido da Grã-Bretanha e Irlanda do Norte. A China possui uma embaixada em Londres e o Reino Unido possui uma embaixada em Pequim. Os dois países são considerados como grandes potências, ambos são detentores de armas de destruição em massa, e são membros permanentes do Conselho de Segurança das Nações Unidas.